# Internationales Dokumentarfilmfestival München 2021

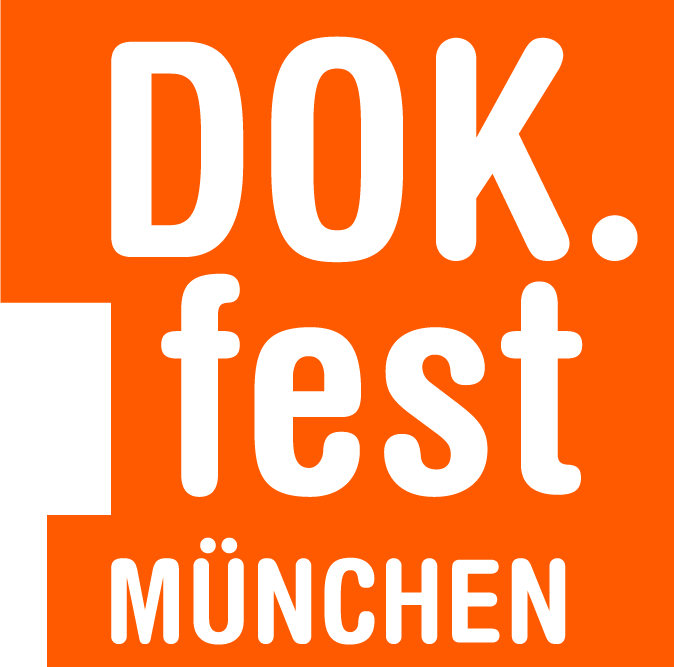

Das 36. Internationale Dokumentarfilmfestival München (auch DOK.fest) fand vom 5. bis 23. Mai 2021 online statt. Eine Präsenzveranstaltung war aufgrund der COVID-19-Pandemie nicht möglich. Es wurden 131 Dokumentarfilme aus 43 Ländern gezeigt.

## Allgemein
Nach Angaben des Festivals wurde monatelang eine hybride Veranstaltung geplant, die allerdings aufgrund der unklaren Lage der COVID-19-Pandemie in eine ausschließliche Online-Edition umgewandelt wurde. Insgesamt sahen 71.000 Zuschauer während des Festivals die Filme. Allein der Eröffnungsfilm Hinter den Schlagzeilen von Daniel Andreas Sager wurde 5.000 Mal aufgerufen. An den 58 Branchenveranstaltungen von DOK.forum nahmen etwa 2500 Personen teil.

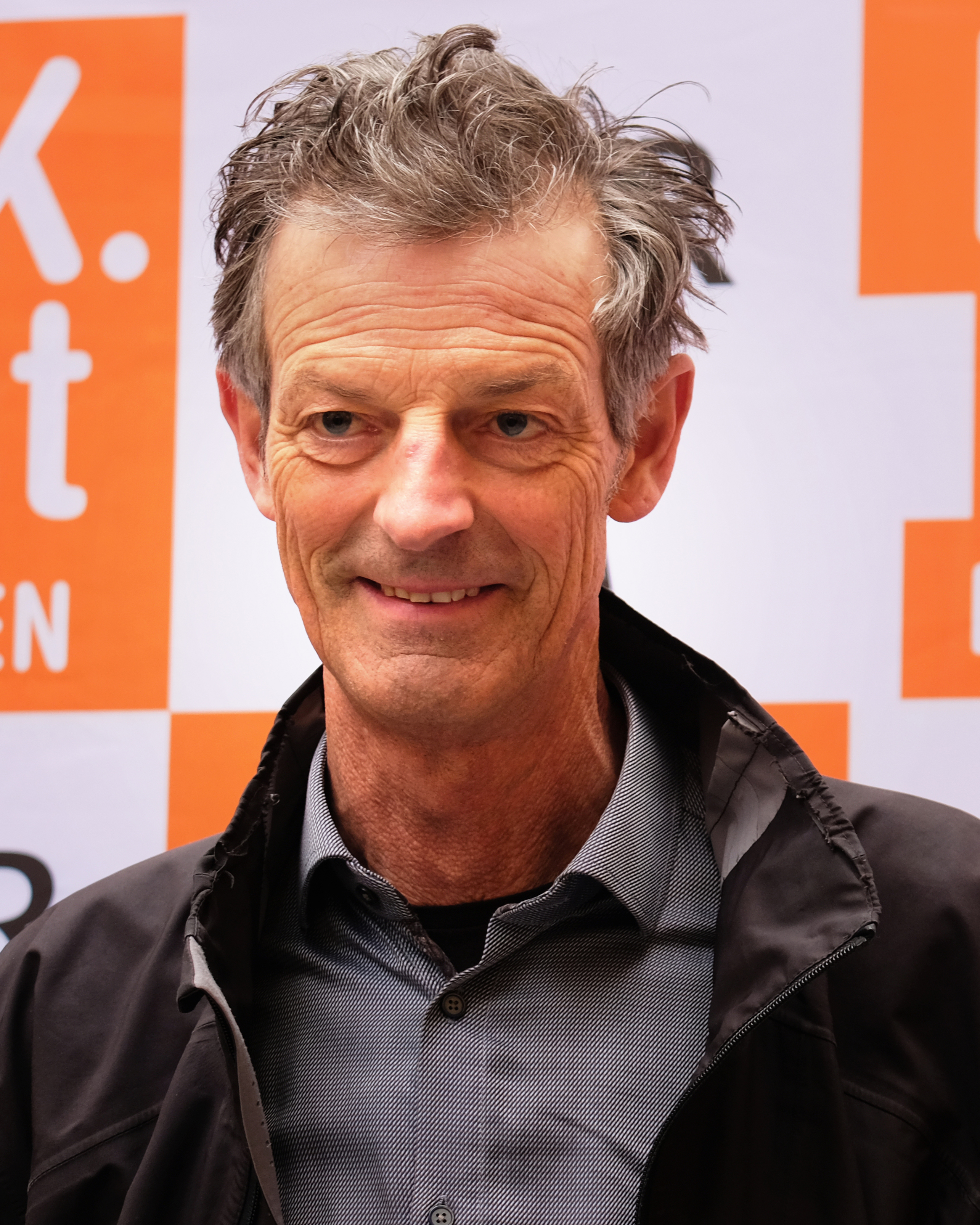
Festivalleiter Daniel Sponsel

## VIKTOR DOK.international Main Competition
Der Hauptpreis des DOK.fest ist mit 10.000 Euro dotiert und wird vom Bayerischen Rundfunk und Story House Productions gestiftet. In der Jury waren Dominik Kamalzadeh (Journalist), Hanka Kastelicová (Vizepräsidentin von HBO Europa) und Lisa Kleiner Chanoff (Mitbegründerin von Catapult Film Fund).
- Anny, Regie: Helena Třeštíková
  - Dark Rider, Regie: Eva Küpper
  - Fury, Regie: Krzystof Kasior
  - He’s My Brother, Regie: Cille Hannibal, Christine Hanberg
  - Hinter den Schlagzeilen, Regie: Daniel Andreas Sager
  - Holgut, Regie: Liesbeth De Ceulaer
  - Komúna, Regie: Jakub Julény
  - Land, Regie: Timo Großpietsch
  - No hay camino, Regie: Heddy Honigmann
  - President, Regie: Camilla Nielsson
  - Personal Life of A Hole, Regie: Ondřej Vavrečka
  - The Ark, Regie: Dan Wei
  - The Last Hillbilly, Regie: Diane Sara Bouzgarrou, Thomas Jenkoe

## DOK.deutsch Wettbewerb
Der Wettbewerb zeigt ausschließlich Filme mit Bezug zum deutschsprachigen Raum und ist mit 5.000 Euro dotiert. In der Jury saßen Vesna Cudic (Leiterin von MetFilm Sales), Christian Bräuer (Geschäftsführer Yorck Kinogruppe und Vorsitzender der AG Kino) und Joana de Sousa (Filmemacherin und Kuratorin).
- Zuhurs Töchter, Regie: Laurentia Genske, Robin Humboldt
  - Amazonen einer Grossstadt, Regie: Thaïs Odermatt
  - Arada, Regie: Jonas Schaffler
  - Bad Nazi. Good Nazi, Regie: Chanoch Ze’evi
  - Bilder (m)einer Mutter, Regie: Melanie Lischker
  - Die Kunst der Folgenlosigkeit, Regie: Jakob Brossmann, Friedrich Borries
  - Eva-Maria, Regie: Lukas Ladner
  - Heimatkunde, Regie: Christian Bäucker
  - Heimat sucht Seele, Regie: Hille Norden
  - Klassenkampf, Regie: Sobo Swobodnik
  - Menschenkind!, Regie: Marina Belobrovaja
  - Soldaten, Regie: Christian von Brockhausen, Willem Konrad
  - Wer wir gewesen sein werden, Regie: Erec Brehmer, Angelina Zeidler

## VIKTOR DOK.horizonte
In diesem Wettbewerb wurden Filme aus Ländern mit instabilen Strukturen gezeigt. In der Jury saßen Hedva Goldschmidt (Geschäftsführerin von Go2Films), Ulla Hocker (Leiterin Programm & Kommunikation, ARTE Deutschland) und Selin Murat (Head of Industry beim Internationalen Dokumentarfilmfestival Montreal (RIDM)).
- Things We Dare Not Do, Regie: Bruno Santamaria
  - Between Fire And Water, Regie: Viviana Gómez Echeverry
  - Borderlands, Regie: Samarth Mahajan
  - La conquista de las ruinas, Regie: Eduardo Gómez
  - La vocera, Regie: Luciana Kaplan
  - Morning Star, Regie: Lova Nantenaina
  - School of Hope, Regie: Mohamed El Aboudi
  - Suspended Wives, Regie: Merieme Addou
  - The Last Shelter, Regie: Ousmane Samassékou
  - Zinder, Regie: Aïcha Macky

## megaherz Student Award
Der Preis wird von einer studentischen Jury (Jasmine Alakari, Felix Klee, Lisa Polster) vergeben und die Preissumme von 3.000 vom Produktionsunternehmen megaherz gestiftet.
- The Case of You, Regie: Alison Kuhn
- Mein Vietnam, Regie: Hien Mai, Tim Ellrich (Lobende Erwähnung)
  - A Portrait on the Search for Happiness, Regie: Benjamin Rost
  - Die Kundin, Regie: Camilo Berstecher Barrero
  - Langsam vergesse ich eure Gesichter, Regie: Daniel Asadi Faezi
  - Vakuum, Regie: Kristina Schranz
  - Väter Unser, Regie: Sophie Linnenbaum
  - Wem gehört mein Dorf?, Regie: Christoph Eder

## Weitere Preise
- FFF-Förderpreis Dokumentarfilm: Väter Unser, Regie: Sophie Linnenbaum
- Deutscher Dokumentarfilm-Musikpreis: Soldaten, Musik: Christoph Schauer
- Preis der SOS-Kinderdörfer weltweit: School of Hope, Regie: Mohamed El Aboudi
- DOK.edit Award: Nemesis, Regie: Thomas Imbach, David Charap
- VFF Dokumentarfilm-Produktionspreis: The Other Side of The River, Produktion: Frank Müller, Gueveara Namer, Antonia Kilian
- Publikumspreis: He’s My Brother, Regie: Cille Hannibal, Christiane Hanberg
- DOK.series Award: Un pedazo de paz, Regie: Jacobo Albán, Carlos Zerpa, Produktion: Benoît Ayraud
- DOK.digital: Safespace, Preisträger: Whitney Bursch, Säli El Mohands, Rosa Fabry, Saphira Siegmund, Lea Wessels, Ariane Böhm, Elena Münker, Kim Neubauer
- Pitch Award des Hauses des Dokumentarfilms: Der siebte Sohn, Regie: Max Carlo Kohal
- British Pathé Archive Award: Life Is Not a Competition But I’m Winning, Regie: Julia Fuhr Mann[6]

## DOK.guest Kanada
- Je m’appelle humain, Regie: Kim O’Bomsawin, Andrée-Anne Frenette
- Judy Versus Capitalism, Regie: Mike Hoolboom
- Les libres, Regie: Nicolas Lévesque
- No Visible Trauma, Regie: Robinder Uppal, Marc Serpa Francoeur
- Kímmapiiyipitssini: The Meaning of Empathy, Regie: Elle-Máijá Tailfeathers
- The Silence, Regie: Renée Blanchar
- There’s No Place Like This Place, Anyplace, Regie: Lulu Wei

## DOK.focus Empowerment
- La première marche, Regie: Hakim Atoui, Baptiste Etchegaray
- La vocera, Regie: Luciana Kaplan
- Not Going Quietly, Regie: Nicholas Bruckman, Jeffrey Winter
- Wood – Der geraubte Wald, Regie: Michaela Kist, Monica Lazurean-Gorgan, Ebba Sinzinger
- Writing with Fire, Regie: Rintu Thomas, Sushimit Ghosh

## Hommage Helena Třeštíková
Das Festival zeigte diese Hommage an die tschechische Regisseurin und Drehbuchautorin Helena Třeštíková.
- Marriages Stories – Ivana And Václav (1987 & 2005) (2005)
- Private Universe (2012)
- Doomed Beauty (2016)
- Mallory (2015)
- Forman vs. Forman (2019)
- Anny (2020)

## DOK.panorama
- 100up – Age Is Just a Number, Regie: Heddy Honigmann
- Auslegung der Wirklichkeit – Georg Stefan Troller, Regie: Ruth Rieser
- Belonging, Regie: Tea Lukač
- Die Welt jenseits der Stille, Regie: Manuel Fenn
- Ein Clown – Ein Leben, Regie: Harald Aue
- El niño de fuego, Regie: Ignacio Acconcia
- Erwin Olaf – The Legacy, Regie: Michiel van Erp
- Follow Your Home, Regie: Kathrine Ravn Kruse
- Hands of God, Regie: Barna László
- I’ll Stand by You, Regie: Virginija Vareikyte, Maximilien Dejoie
- In den Uffizien, Regie: Corinna Belz, Enrique Sánchez Lansch
- Instructions for Survival, Regie: Yana Ugrekhelidze
- Lost Boys, Regie: Joonas Neuvonen, Sadri Cetinkaya
- Monobloc, Regie: Hauke Wendler
- Muranow, Regie: Chen Shelach
- Passion, Regie: Maja Borg
- Periféria, Regie: Xabi Esteban, Odei A.-Etxearte
- Shadow Game, Regie: Eefje Blankevoort, Els van Driel
- Skies Above Hebron, Regie: Esther Hertog, Paul King
- The Art of Sin, Regie: Ibrahim Mursal
- The Other Side of the River, Regie: Antonia Kilian
- The Rossellinis, Regie: Alessandro Rossellini
- The Wire, Regie: Tiha K. Gudac
- When a Farm Goes Aflame, Regie: Jide Tom Akinelminu
- White Cube, Regie: Renzo Martens
- Who’s Afraid of Alice Miller, Regie: Daniel Howald

## Best of Fests
- Cuban Dancer, Regie: Roberto Salinas, Laura Domingo Aguero
- Downstream to Kinshasa, Regie: Dieudo Hamadi
- Far from You I Grew, Regie: Marie Dumora
- Gorbachev, Heaven, Regie: Vitaly Mansky
- Live of Ivanna, Regie: Renato Borrayo Serrano
- Lobster Soup, Regie: Rafa Molés, Pepe Andreu
- Mary Bauermeister – Eins und eins ist drei, Regie: Carmen Belaschk
- Molecules, Regie: Andrea Segre
- Nemesis, Regie: Thomas Imbach
- Not Me – A Journey with Not Vital, Regie: Pascal Hofmann
- Der Atem des Meeres, Regie: Pieter-Rim de Kroon
- Papa s’en, Regie: Paulina Horovitz
- Taming the Garden, Regie: Salomé Jashi
- This Rain Will Never Stop, Regie: Alina Gorlova
- To the Moon, Regie: Tadhg O’Sullivan
- Wandering, A Rohingya Story, Regie: Mélanie Carrier, Olivier Higgins

## DOK.music
- 7 Years of Lukas Garham, Regie: René Sascha Johannsen
- A Symphony of Noise, Regie: Enrique Sánchez Lansch
- Freakscene – The Story of Dinosaur Jr., Regie: Philipp Reichenheim
- Here We Move Here We Groove, Regie: Sergej Kreso
- Silêncio: Voices of Lisbon, Regie: Judit Kalmár, Céline Coste Carlisle

## Retrospektive 75 Jahre DEFA
- Die Kinder von Golzow, Regie: Winfried Junge
- Freundschaft siegt, Regie: Joris Ivens, Iwan Pyrjew
- Leben in Wittstock, Regie: Volker Koepp
- Martha, Regie: Jürgen Böttcher
- Sie Regie: Gitta Nickel
- Verriegelte Zeit, Regie: Sibylle Schönemann

## Münchner Premieren
- Das Zelig, Regie: Tanja Cummings
- Der wilde Wald, Regie: Lisa Eder-Held
- Herzliche letzte Grüße, Kai, Regie: Catherina Conrad, Bernd Thomas
- Hunter From Elsewhere – A Journey with Helen Britton, Regie: Elena Alvarez Lutz
- Ich habe in Moll geträumt, Regie: Ueli Meier
- Nichts Neues, Regie: Lennart Hüper
- Teachers for Life, Regie: Julian Wildgruber, Kathrin Höckel
- Warum kann der Teufel nicht schön sein, Regie: Daniel Shekar

## DOK.special
- 82 Namen – Syrien, bitte vergiss uns nicht, Regie: Maziar Bahari
- Amerikas Arktis – Ein Paradies in Gefahr, Regie: Martin Mészáros
- Gurbet Is a Home Now, Regie: Pınar Öğrenci

## DOK.education
In der Reihe werden Filme von Kindern für Kinder gezeigt. Außerdem wurde digitales Unterrichtsmaterial über Filme für Schulklassen erstellt, das von 350 Lehrern angefordert wurde. Folgende Preise wurden vergeben:
- 1. Preis (400 Euro): Ausnahmezustand, Lilith Stahl, Kimberly Voigt, Zoey Dornheim, Celine Kirchner, Bernadette Hammel und Patricia Pfautsch, der Filmgruppe „Luisenfilm“, Antoria-Werr-Zentrum St. Ludwig
- 2. Preis (300 Euro): Nicht aus dem Bilderbuch, Nathalie Kurzweg, Städtische Anita-Augspurg Berufs-Oberschule München
- 3. Preis (200 Euro): Die Liebe einer Mutter, Leonie Ehrmüller, Städtische Anita-Augspurg Berufs-Oberschule München
- Grundschulpreis (200 Euro): Snowboarden ist mein Leben, Schülerin der Gebel-Grundschule München
- Förderpreis (100 Euro): Umweltsünden Hummersteinerweg, Klasse 7b der Mittelschule Hummelsteiner Weg